# Włodzimierz Parachoniak
Włodzimierz Jan Parachoniak (ur. 19 października 1920 we Lwowie, zm. 29 stycznia 1997) – polski petrograf, nauczyciel akademicki, wykładowca Akademii Górniczo-Hutniczej i Uniwersytetu Jagiellońskiego.

## Życiorys
Włodzimierz Parachoniak ukończył w 1937 XI Państwowe Gimnazjum im. Jana i Andrzeja Śniadeckich we Lwowie, po czym rozpoczął studia na Wydziale Matematyczno-Przyrodniczym Uniwersytetu Jana Kazimierza. Ukończył je w 1941 roku, podczas okupacji. Po zakończeniu II wojny światowej wyjechał do Krakowa, a następnie na krótko do Lublina, gdzie w 1946 roku w Katedrze Geologii Uniwersytetu Marii Curie-Skłodowskiej uzyskał tytuł magistra. Jeszcze w tym samym roku powrócił do Krakowa i rozpoczął pracę na Wydziale Geologiczno-Mierniczym Akademii Górniczej. Stopień doktora nauk matematyczno-przyrodniczych uzyskał w 1950 roku na podstawie pracy Formacja tufitowa okolic Bochni, wykonanej pod kierunkiem profesora Juliana Tokarskiego. Habilitację uzyskał w 1962 roku na podstawie rozprawy Mioceńskie utwory piroklastyczne Przedgórza Karpat Polskich.
W 1963 roku został mianowany docentem Katedry Mineralogii i Petrografii Akademii Górniczo-Hutniczej, w 1972 roku profesorem nadzwyczajnym, zaś w październiku 1978 roku otrzymał tytuł profesora zwyczajnego. Poza AGH wykładał również na Wydziale Biologii i Nauk o Ziemi Uniwersytetu Jagiellońskiego. Był autorem ponad 100 prac naukowych, współautorem kilku skryptów i książek, w tym wspólnie z profesorem Andrzejem Bolewskim podręcznika Petrografia (1974). Był członkiem zespołów redakcyjnych pisma „Mineralogia Polonica” oraz serii „Geologia” „Zeszytów Naukowych AGH”. Należał do Polskiego Towarzystwa Geologicznego, Polskiego Towarzystwa Mineralogicznego, Polskiego Towarzystwa Gleboznawczego, Polskiego Towarzystwa Gemmologicznego. Był przez kilka kadencji wiceprzewodniczącym Komisji Nauk Mineralogicznych krakowskiego oddziału Polskiej Akademii Nauk.
Od 1967 żonaty z Marią Wirską (zm. 2009), również wykładowcą Akademii Górniczo-Hutniczej.
Był odznaczony między innymi Krzyżem Kawalerskim Orderu Odrodzenia Polski (1976), Medalem KEN. Został pochowany na cmentarzu Rakowickim.